# Patrick Banggaard
Patrick Banggaard Jensen (* 4. April 1994 in Otterup) ist ein dänischer ehemaliger Fußballspieler.

## Karriere

### Verein

#### Erste Jahre als Profi in Dänemark
Banggaard spielte als in seiner Jugend bereits bei Otterup B&IK, in Odense bei Fjordager IF und wechselte später in die Jugend von Vejle BK. Am 5. Mai 2012 gab er sein Profidebüt für Vejle BK bei der 0:1-Niederlage am 20. Spieltag der Saison 2011/12 in der zweiten Liga. Er kam insgesamt zu vier Einsätzen in der Liga. Anfang Mai 2012 absolvierte er ein dreitägiges Probetraining in Deutschland beim Bundesligaverein 1. FSV Mainz 05, eine Verpflichtung kam jedoch nicht zustande.
Am 9. Januar 2013 erhielt Banggaard beim FC Midtjylland seinen ersten Profivertrag. Vor Beginn der Rückrunde der Saison 2012/13 erkrankte er an Pfeiffer-Drüsenfieber und kam daher erst Ende April 2013 erstmals zum Einsatz. Seitdem war er Stammspieler. Mit dem FC Midtjylland wurde er 2015 dänischer Meister. Er schied mit der Mannschaft in der zweiten Qualifikationsrunde zur UEFA Champions League aus. In der Europa League 2015/16 erreichte man anschließend das Sechzehntelfinale. Für den FC Midtjylland absolvierte Banggaard bis zum Sommer 2017 wettbewerbsübergreifend 110 Pflichtspiele.

#### Deutschland, Niederlande und Zypern
Am 31. Januar 2017 wechselte Banggaard für 600.000 Euro in die deutsche Bundesliga zum SV Darmstadt 98. Sein Vertrag wurde bis 2020 datiert. Am 18. März 2017 gab er bei der 1:0-Auswärtsniederlage gegen den VfL Wolfsburg sein Debüt in der 1. Bundesliga für die Südhessen. In der Rückrunde der Saison 2016/17 kam er in neun Partien zum Einsatz und absolvierte jede dieser Spiele über die volle Distanz. Er stieg mit der Mannschaft als Tabellenletzter aus der Bundesliga ab. In der zweithöchsten deutschen Spielklasse spielte er in neun Partien (ein Tor).
Kurz vor Ende der Wintertransferperiode wechselte er am 31. Januar 2018 leihweise bis Saisonende zum niederländischen Erstligisten Roda JC Kerkrade. Für die Lilien kam er bis dahin nur in acht Ligaspielen zum Einsatz. Bei Roda JC Kerkrade erkämpfte er sich einen Stammplatz und kam in allen 14 Spielen bis zum Ende der regulären Spielzeit zum Einsatz, wobei er sämtliche Partien über die volle Distanz absolvierte und auch in den Auf- und Abstiegs-Play-offs zweimal zum Einsatz kam. Mit Roda stieg er aus der Eredivisie ab.
Anfang August 2018 wurde er erneut verliehen, diesmal an den zyprischen Erstligisten Paphos FC. Dort erkämpfte sich Banggaard einen Stammplatz und kam zu 20 Partien in der regulären Saison; in der folgenden Abstiegsrunde, für die sich Paphos FC als Tabellenachter qualifizierte, spielte er in neun Partien. Am Ende der Saison stand der Klassenerhalt.

#### Rückkehr nach Dänemark
Nach Ablauf seines Leihvertrages kehrte Banggaard nicht nach Darmstadt zurück, sondern schloss sich mit Beginn der Saison 2019/20 dem dänischen Erstligisten SønderjyskE Fodbold an. Dort unterschrieb er einen Vierjahresvertrag. In der Saison 2020/21 stand er in 27 Ligaspielen auf dem Platz und traf einmal. Mit der Mannschaft spielte er in dieser Saison in der Abstiegsrunde.

### Nationalmannschaft
Am 22. Mai 2017 wurde Banggaard nach Einsätzen in den Altersklassen U16 bis U19 vom U21-Nationaltrainer Niels Frederiksen für den Kader der dänischen U21-Nationalmannschaft für die U21-Europameisterschaft 2017 nominiert.